# Storia di Andorra
Il principato di Andorra è l'unico Stato superstite tra quelli che facevano parte della Marca Spagnola, gli stati-cuscinetto creati da Carlo Magno per impedire ai mori islamici di avanzare nella Francia cristiana.

## La leggenda

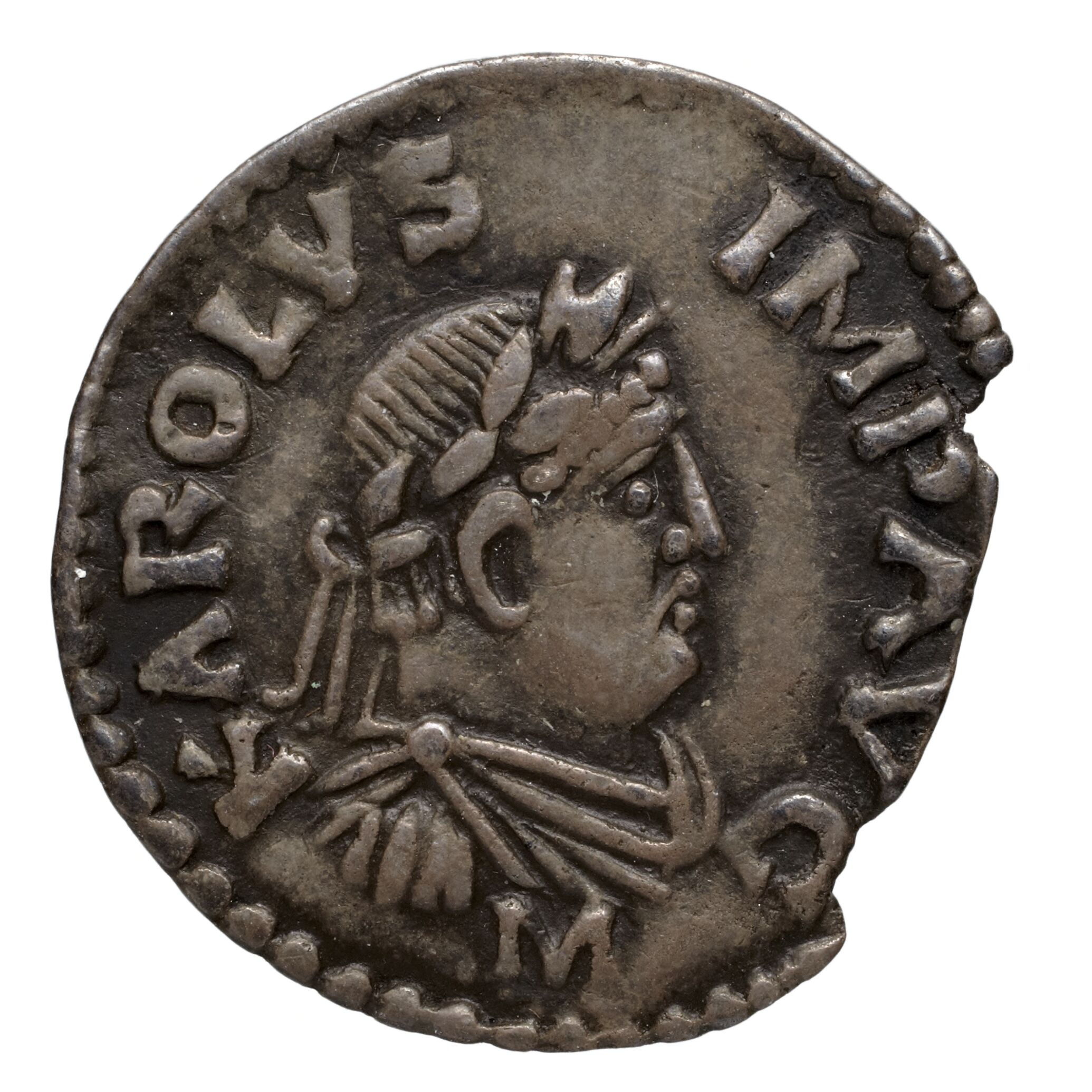
Una moneta con l'effige di Carlo Magno.

La tradizione vuole che il Principato di Andorra sia stato fondato, come sopra ricordato, dall'imperatore Carlo Magno. Sempre secondo la tradizione, cinquemila andorrani sotto il comando di Marc Almugàver, aiutarono gli eserciti dell'impero carolingio per respingere i Mori dalla Penisola iberica. Carlo Magno, in cambio, diede la protezione ad Andorra e dichiarò il popolo sovrano nell'805. Gli archivi del Principato conservano la missiva che ufficializza la fondazione di Andorra e firmata da Carlo Magno, ma questo documento non è accettato da tutti gli storici in quanto credono che sia stato scritto molto più tardi.

## Dalle origini all'età moderna
I più antichi ritrovamenti che affermano l'esistenza umana nelle valli di Andorra risalgono circa al 2000 a.C. , rinvenuti nella Grotta di Margineda. I resti sono costituiti da uno scheletro di una donna, strumenti di selce, tra cui punte di freccia, e frammenti di ceramica. Sono stati trovati anche alcuni dolmen con incisioni a Encamp e in altri luoghi di Andorra. Dal 220 a.C. prove confermano scontri tra le tribù locali ed Annibale. Il diritto, le origini del linguaggio, le monete e i toponimi geografici ci danno qualche segno dell'influenza romana.
Nel V secolo, le valli andorrane dipendevano dai Visigoti, che erano arrivati nella Penisola Iberica da Narbona nel 414 d.C. Questi ultimi furono cacciati dai musulmani nell'VIII secolo. Con la Battaglia di Poitiers nel 732, Carlo Martello fermò le incursioni arabe nel territorio francese e nelle valli di Andorra. Con la creazione della Marca di Spagna, Andorra passò nelle mani dei conti di Urgell e, conseguentemente, nelle mani del vescovo della locale diocesi.

La Marca di Spagna.

Fu lo stesso apparato ecclesiastico a concedere la supremazia del principato ai Signori di Caboet che s'intrecciarono presto con la dinastia dei conti di Foix: il Conte ereditò in breve tempo pertanto anche odierni territori spagnoli, con ovviamente inclusa Andorra. Fu nell'XI secolo che nacque una questione territoriale tra il vescovo ed il suo confinante per Andorra. Il primo documento con chiaro riferimento alla storia di Andorra è l'atto di Consacrazione del Duomo, realizzato nell'839 dal vescovo Sisebut Sunifred alla presenza del Conte di Urgell.
Nel documento si citano le sei parrocchie di Andorra come dipendenti da quella diocesi: "Tradimus namque ipsas parroquias de Valle Handorrensis id est ipsa parroquia de Lauredia atque Andorra cum Sancta Columba sive illa Maciana atque Hordinaui uel Hencamp sive Kanillaue cum omnibus ecclesiis atque villulis uel uilarunculis earum." (Le parrocchie delle Valli di Andorra e la parrocchia di Loria, di Santa Coloma, di La Massana, di Ordino, di Encamp e di Canillo con tutte le sue chiese e i loro beni, grandi o piccoli). Nell'XI secolo una disputa su Andorra sorse tra il vescovo e il suo vicino francese.

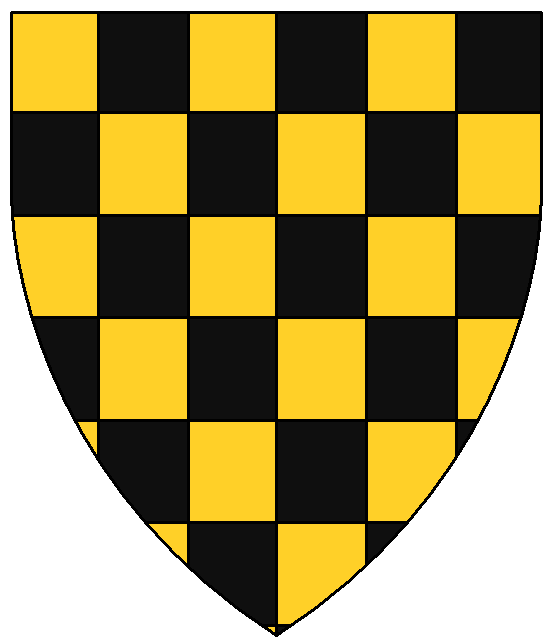
Lo stemma della Casata Urgell.

Fino al XIII secolo il territorio di Andorra fu una dipendenza del vescovo spagnolo di Urgell. Nel 1278, il conflitto tra il vescovo di Urgell e i francesi venne risolto dalla firma di un accordo (paretage), il quale stabiliva che la sovranità di Andorra sarebbe stata divisa tra il francese Conte di Foix e il vescovo di La Seu d'Urgell, nella regione spagnola della Catalogna. Il paretage, un'istituzione feudale che riconosceva il principio di uguaglianza dei diritti condivisi da due regnanti, diede al piccolo principato la sua forma territoriale e politica e uno statuto destinato a rimanere sino ad oggi.
Attraverso gli anni il titolo passò infatti ai Re di Navarra, ma quando Enrico III di Navarra divenne Enrico IV di Francia, emanò un editto nel 1607 che passò la sovranità di origine franca al capo di Stato francese, mantenendo anche ovviamente ciò che spettava al Vescovo d'Urgell. Nonostante Andorra fosse di proprietà franco-spagnola vennero nominati formalmente due principi per governarla. Nel 1505 la Spagna tentò vanamente di annetterla ai suoi domini trovando l'opposizione della Francia.

## Età contemporanea
Nel 1806 venne costituita da Napoleone la Repubblica indipendente di Andorra retta da un consiglio elettivo anche se dal 1812 al 1814 fece parte del Primo Impero Francese che s'impadronì della Catalogna e la divise in quattro département. Andorra risultò annessa a questo territorio e inserita al Puigcerdà (département of Sègre). Con la Restaurazione Andorra recupera la propria sovranità rimanendo per il resto emarginata dagli eventi storici del XIX secolo.
Durante la prima guerra mondiale Andorra dichiarò guerra alla Germania Imperiale, ma non prese parte effettivamente al conflitto per l'esiguità delle proprie risorse. Curiosamente, non avendo firmato il trattato di Versailles, rimase in uno stato di formale belligeranza fino al 1939. Nel 1933 la Francia occupò Andorra a causa del malcontento sociale sorto dopo la tornata elettorale dell'epoca.
Il 12 luglio 1934, un avventuriero di nome Boris Skosyrev, fece una proclamazione solenne ad Urgell, autodichiarandosi Boris I, "re di Andorra" e dichiarando simultaneamente guerra al Vescovo di Urgell. Fu arrestato 8 giorni dopo dalle autorità spagnole e definitivamente espulso dalla Spagna.
Tra il 1936 ed il 1940 un distaccamento delle forze armate francesi fu stanziato nel principato per prevenire effetti negativi della Guerra civile spagnola. Le truppe franchiste del resto raggiunsero i confini andorrani al termine del conflitto. Andorra fu coinvolta solo parzialmente nelle guerre europee e mondiali restando legata strettamente alla Francia e alla Spagna e diventando un significativo punto di contrabbando tra la Francia di Vichy e la Spagna. Dall'8 agosto al 9 ottobre 1936 fu occupata dalla Francia.
Dal luglio 1936 al giugno 1940 ad Andorra fu istituita una gendarmeria francese contro gli attacchi della Spagna franchista. Tra il novembre 1942 e l'agosto 1944 ci fu ad Andorra un distaccamento tedesco della Wehrmacht.
Recentemente, nel 1993, Andorra ha varato una costituzione democratica sotto la guida di Francesc Areny Casal e il sistema politico è stato profondamente ammodernato.
Assieme alla Repubblica di San Marino, Andorra è l'unico Paese al mondo ad avere due capi di Stato che governano assieme. Nel caso di Andorra sono solo formalmente capi dello Stato, nel senso che hanno pochi poteri decisionali, ma quasi solo protocollari.
Data la sua posizione relativamente isolata, Andorra si è trovata al di fuori del corso principale della storia europea, con pochi legami con nazioni diverse da Francia e Spagna. In tempi recenti, comunque, la sua fiorente industria turistica, assieme allo sviluppo di trasporti e vie di comunicazione, hanno rimosso la nazione dall'isolamento. Il suo sistema politico ha subito una netta modernizzazione nel 1993, anno in cui il principato siede come componente di pieno diritto alle Nazioni Unite ed al Consiglio d'Europa.